# Vulsor isaloensis
Vulsor isaloensis is een spinnensoort uit de familie Viridasiidae. De wetenschappelijke naam van de soort werd voor het eerst geldig gepubliceerd in 1993 door Hirotsugu Ono als Anahita isaloensis.

## Voorkomen
De soort is endemisch in Madagaskar.

## Synoniemen
- Anahita isaloensis Ono, 1993[1]